# 2018年11月浙江英语高考成绩加权赋分事件
2018年11月浙江英语高考成绩加权赋分事件，是中华人民共和国浙江省高考外语英语科目考试的成绩结果中出现大量系统性成绩偏差引发的争议事件，考试发生于2018年11月3日2时-4时。经浙江省监察委员会等部门调查，系浙江省教育考试院收到家长反映发现试卷难度过大后，依据浙江省招生委员会（隶属于浙江省教育厅）论证后的决定，参照去年同期试题的难度对部分试题做出了加权赋分的行为，导致了这一争议事件。

## 背景
浙江省是高考分省自主命题省份之一，自从2017年高考改革后外语科目实行一年两考制度，通常安排在11月（与选考科目同期进行）和次年6月（与语文、数学同期进行）。英语科目是可选的高考外语科目之一，也是大部分考生选择的语种。试卷分值为150分。客观类试题与主观类试题各占95分与55分。其中客观类试题为选择题，主观类试题包括15分的语法填空和40分的书面表达。书面表达中的第二节为“读后续写”或“概要写作”，两种形式在不同考次中不定期交替使用。
这次考试的题型组成包括：
- 第一部分（听力）占30分。
- 第二部分（阅读理解）占35分，包括三篇阅读、一篇七选五阅读。
- 第三部分（语言运用）占45分，包括完形填空、语法填空。
- 第四部分（书面表达）占40分，包括15分的应用文以及25分的概要写作，这也是浙江省第一次在英语高考中考查概要写作[3]。

## 质疑
部分浙江考生家长认为本次试题难度高于以往，而相关部门也因为相关反馈才决定进行加权赋分，导致了系统性成绩偏差。浙江教育考试院于11月24日上午公布学业考试成绩。英语公布成绩后，一些学生和他们的父母对分数表示怀疑，称分数未能反映考生的实际表现。出现了大量考生最终成绩与自己根据客观题扣分估计的成绩偏差较大的情况，甚至有部分考生发现自己成绩与满分的差值大于预估的客观题扣分的情况，即作文扣分为负分的“倒加分”。在普遍认为此次试题难度较大的情况下，不少中学的总体成绩与以往持平甚至高于过去，引起社会各方面质疑以及对此次高考的公正性的疑虑。
11月25日晚，“浙江高考英语”话题热度登上新浪微博热搜榜。河南大学新媒体暨舆情研究中心的数据显示，在“浙江高考英语”微博话题下，阅读量达1.1亿次，讨论量达3.5万条。
另外，同期进行的“七选三”科目也被爆存在问题。12月1日央视网发文称2018年11月选考物理的人数最后统计是2.8万，但实际保底赋分却存在偏差，按保障机制规则计算，相应的选考物理的考生人数至少也要有4.2万。该文随后被新浪转载，但新浪和央视上的相关报道很快之后就被删除。

## 事件进展

### 官方回应
11月27日，浙江教育考试院发布回应，称浙江省外语高考一年二考，成绩取其高者，在发现试卷比去年同期难后，“为保证不同次考试试题难度大体相当”，浙江省招生委员会在“研究论证”后，决定对所有考生的阅读理解（含三篇阅读、一篇七选五阅读）、语言运用（含完形填空、语法填空）部分的部分试题进行难度系数调整，实施加权赋分。

### 省府介入
12月1日，浙江省政府新闻办表示，浙江省委、浙江省人民政府对此事件高度重视，决定成立以省长袁家军为组长、有关权威专家参与的调查组进行调查核实，调查结果将及时向社会公布。
12月5日，浙江省人民政府新闻办公室公布2018年11月高考英语科目加权赋分情况调查结果，认定此次高考英语科目加权赋分决策依据不充分、决策严重错误，导致结果不公正、不合理。并取消这次考试的加权赋分，恢复原始得分，最终成绩于12月6日12:00公布。同时，调查组责令决策者浙江省教育厅向社会发布整改措施并正式道歉；浙江省教育厅厅长、党委书记郭华巍被责令免职，浙江省教育考试院党委书记王玉庆被免职并由浙江省监察委立案审查，院长孙恒被诫勉谈话，纪委书记陈煜军被监察组立案审查。
当日晚上，浙江省教育厅和浙江省教育考试院联合发表了致歉信。